# Ranger Tab

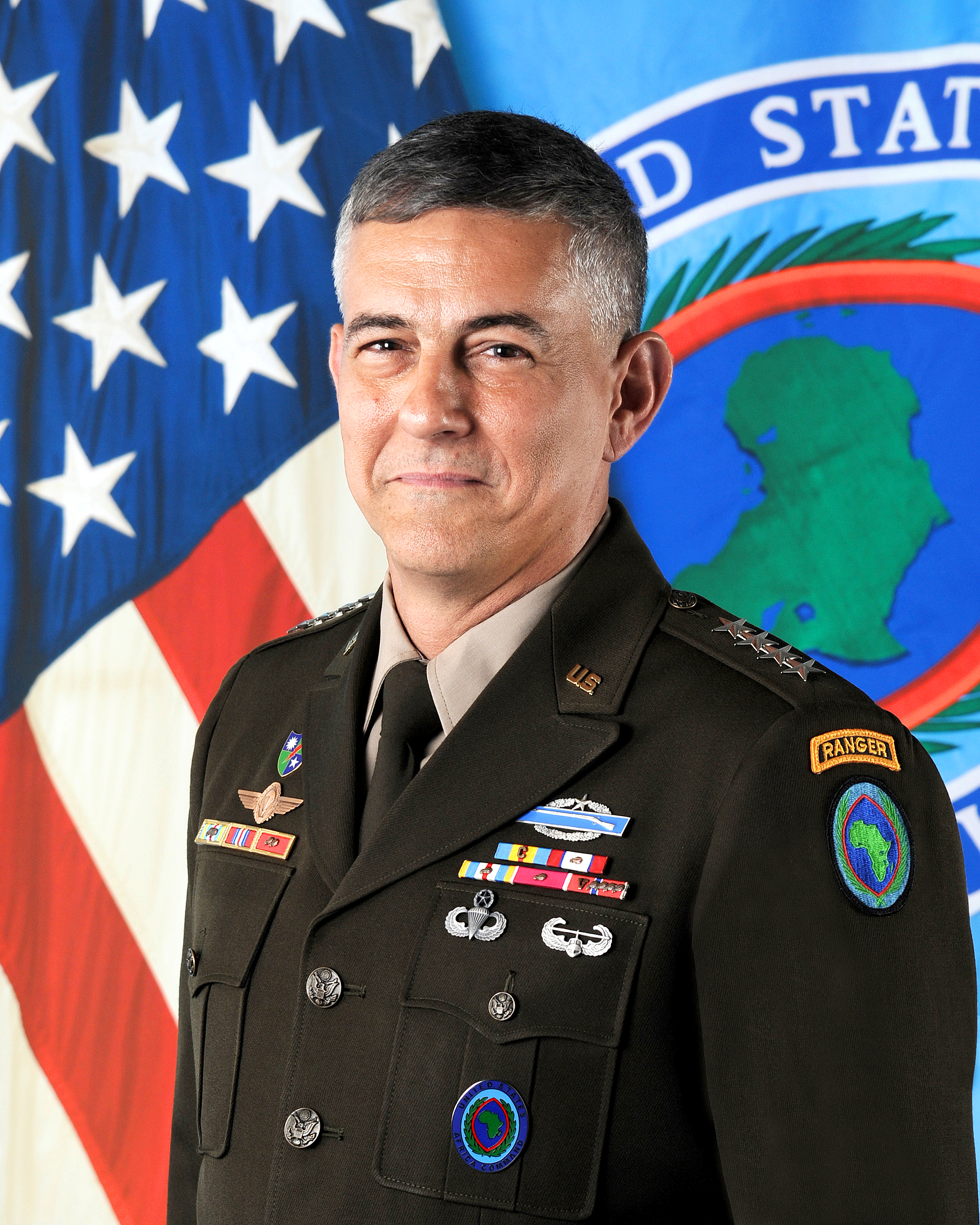
Generał Stephen J. Townsend w Army Green Service Uniform z naszywką Ranger Tab na ramieniu

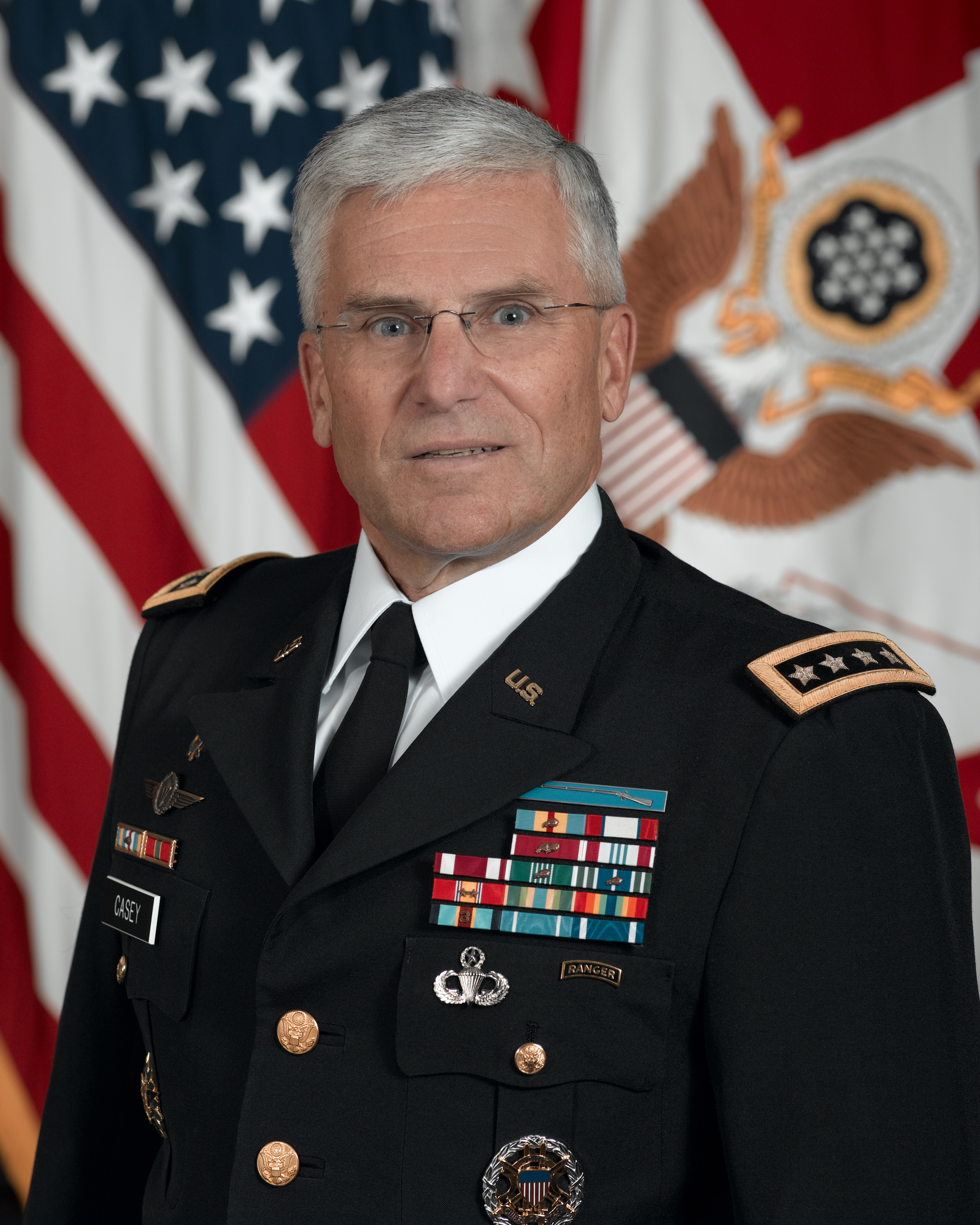
Generał George Casey w Army Blue Service Uniform z metalową odznaką Ranger Tab na patce kieszeni

Ranger Tab – odznaka US Army, do noszenia której prawo mają żołnierze, którzy ukończyli 61-dniowy kurs w U.S. Army Ranger School obejmujący walkę w małym oddziale na terenach bagiennych, górskich i leśnych. 
Ranger Tab, będąca łukową naszywką (na mundury polowe) lub odznaką metalową (na mundury galowe) w kolorze czarno-złotym. Naszywka noszona jest na lewym rękawie, na ramieniu munduru polowego i służbowego "zielonego" (Army Green Service Uniform); zaś metalowa odznaka na patce lewej górnej kieszeni munduru służbowego "niebieskiego" (Army Blue Service Uniform). Po zdobyciu można ją nosić do końca kariery wojskowej, nawet jeśli nie jest się przydzielonym do 75th Ranger Regiment.
Starszeństwo odznaczeń (bazujące głównie na długości): President's Hundred Tab, Special Forces Tab, Ranger Tab i Sapper Tab.